# مستقبلات ألفا-1 الأدرينالية
مستقبلات ألفا-1 (α1) الأدرينالية هي مستقبلات مقترنة بالبروتين ج وهي مرتبطة بالبروتين ج كيو. وهو يتألف من ثلاثة أنواع فرعية متماثلة، بما في ذلك مستقبلات α1A- ،α1B- ،α1D الأدرينالية. الكاتيكولامينات مثل النورإبينفرين (النورأدرينالين) أبينفرين (الأدرينالين) يرسلون الإشارات خلال مستقبلات α1 الأدرينالية في الجهاز العصبي المركزي والجهاز العصبي المحيطي. لا يوجد مستقبلات α1C. في وقت ما كان هناك نوع فرعي باسم α1C، ولكن وجد أنه مطابق للنوع α1A الذي تم اكتشافه سابقًا. لتجنب الارتباك، استمرت التسمية باستخدام الحرف D.

## الآثار
مستقبلات α1 الأدرينالية لديها العديد من الوظائف العامة المشتركة مع مستقبلات α2 الأدرينالية، ولكن لها أيضا آثار محددة خاصة. مستقبلات α1-تنظم انقباض العضلات الملساء بشكل أساسي، ولكن لها وظائف مهمة في أماكن أخرى أيضا. الناقل العصبي النورادرينالين يعمل على مستقبلات α1 أكتر من الأدرينالين (والذي يُعتبر هرمون).

### العضلات الملساء
التأثير الرئيسي لتنشيط هذه المستقبلات في خلايا العضلات الملساء في الأوعية الدموية هو تضييق الأوعية. توجد الأوعية الدموية المزودة بالمستقبلات α1 الأدرينالية في الجلد، والعضلات العاصرة في الجهاز الهضمي، والكلى (الشريان الكلوي) والدماغ. تضيق الأوعية الدموية أثناء الكر والفر فيؤدي إلى انخفاض تدفق الدم إلى هذه الأعضاء. وهذا يفسر مظهر الجلد الشاحب للشخص عندما يكون خائفا.
كما يحفز أيضا انقباض المثانة البولية، على الرغم من أن هذا التأثير طفيف مقارنة بتأثير الاسترخاء الناتج من مستقبلات بيتا2 الأدرينالية. وبعبارة أخرى، فإن التأثير الكلي من التنشيط الثمبثاوي على المثانة هو استرخاء المثانة، لكي تمنع التبول أثناء الأحداث المجهدة. تأثيرات أخرى على العضلات الملساء هي أنقباض في:
- الحالب
- الرحم (عند الحوامل)
- العضلة العاصرة في مجرى البول
- القصيبات (على الرغم من التأثير الطفيف لمستقبلات بيتا2 على القصيبات)
- العضلات القزحية الموسعة[3]
- القناة المنوية،[3] مما يؤدي إلى القذف

#### الأعصاب
تنشيط مستقبلات α1 الأدرينالية ينتج عنها فقدان الشهية وتنشط عمل  مثطات الشهية نسبيا مثل الفنيل بروبانولامين والأمفيتامين في علاج السمنة. وقد تبين أن النورأبينفرين يؤدي إلى انخفاض جهد الغشاء في جميع طبقات الفص الصدغي، بما في ذلك القشرة السمعية. تحديدًا، يقلل النورإبينفرين التأثير المحفزلحمض الجلوتاميك عند التشابك العصبي من خلال تفعيل مستقبلات α1 . تزيد مستقبلاتα1 الأدرينالية الفرعية من تثبيط نظام حاسة الشم، مما يشير دور التشابك العصبي في سلوكيات حاسة الشم الناتجة عن تأثير النورأدرينالين.

#### أخرى
- آثار أيجابية وسلبية على انقباض عضلة القلب[6][11]
- إفراز من الغدد اللعابية[6]
- زيادة مستويات البوتاسيوم في اللعاب
- تحلل الغليكوجين واستحداث الجلوكوز من الأنسجة الدهنية[6] والكبد.
- إفراز من الغدد العرقية[6]
- انقباض المثانة البولية [12]
- إعادة امتصاص الصوديوم من الكلى[6]
  - تحفيز تبادل الصوديوم والهيدروجين في النبيبات الكلوية القريبة [13]
  - تحفيز مضخة الصوديوم والبوتاسيوم في النبيبات الدانية[13]
- تفعيل استجابات الانقسام الفتيلي وتنظيم نمو وانتشار العديد من الخلايا
- المشاركة في الكشف عن ردود الفعل الميكانيكية في العصب تحت اللسان العصبي الحركي التي تسمح على المدى الطويل التيسير في التنفس كاستجابة لتكرار انقطاعات التنفس.[14]

## سلسلة الإشارات
مستقبلات α1 الأدرينالية عضو مجموعة المستقبلات المقترنة بالبروتين ج. عند التنشيط، يقوم البروتين ج كيو وهو بروتين ج ثلاثي غير متجانس، بتنشيط فسفوليباز سي، الذي يسبب زيادة إينوزيتول ثلاثي الفوسفات والكالسيوم. هذا يتسبب في مزيد من الآثار، في المقام الأول من خلال تفعيل إنزيم بروتين كيناز سي. هذا الإنزيم، يعمل عن طريق فسفرة إنزيمات أخرى مما يؤدي إلى تنشيطهم، أو عن طريق فسفرة بعض القنوات مما يؤدي إلى زيادة أو نقصان التوصيل الكهربي داخل أو خارج الخلية.

## النشاط أثناء ممارسة الرياضة
أثناء ممارسة الرياضة، مستقبلات α1 في العضلات النشطة تضعف بطريقة  تعتمد على شدة التمرين،  وتسمح بسيطرة مستقبلات بيتا2 الأدرينالية التي تقوم بتوسيع الأوعية. على عكس مستقبلات α2، مستقبلات α1 الأدرينالية في شرايين العضلات الهيكلية تكون أكثر مقاومة للتثبيط، وتثبيط مستقبلات α1 الأدرينالية بوساطة تضييق الأوعية يحدث فقط أثناء المجهود العنيف.
لاحظ أن مستقبلات α1 في العضلات النشطة فقط هي التي يتم تثبيطها. العضلات الغير مُجهدة لن يتم تثبيط مستقبلات α1 بها، وبالتالي فإن التأثير الكلي سوف يكون ضيق للأوعية الدموية بواسطة مستقبلات α1 الأدرينالية.

## مرتبطات
مختلف مضادات الاكتئاب الحلقية غير المتجانسة  ومضادات الذهان هي مضادات مستقبلات α1 الأدرينالية. هذا التأثر غير مرغوب فيه بشكل عام ويؤدي إلى آثار جانبية مثل انخفاض ضغط الدم الانتصابي، والصداع بسبب توسع الأوعية المفرط.
| محفزات؛ - سيرازولين (تضيق الأوعية) - ميثوكسامين (تضيق الأوعية) - سنفرين (ضعيف تضيق الأوعية) - ايتلفرين (مضاد لإنخفاض الضغط) - مترامينول (مضاد لإنخفاض الضغط) - ميدودرين (مضاد لإنخفاض الضغط) - نافازولين (مضاد إحتقان) - أوكسي ميتازولين (مضاد إحتقان) - فينيليفرين (مضاد إحتقان) - سودوإفدرين (مضاد إحتقان) - تيتراهيدروزولين (مضاد إحتقان) - زايلوميتازولين (مضاد إحتقان) | مضادات؛ - آسيبرومازين (مضاد للذهان، آلية ثانوية) - الفوزوسين (يستخدم في ضخامة البروستات) - أروتينولول - كارفيديلول (يستخدم في قصور القلب؛ من حاصرات البيتا غير الاختياري) - دوكسازوسين (يستخدم في ارتفاع ضغط الدم وتضخم البروستاتا الحميد) - إندورامين - لابيتالول (يستخدم في ارتفاع ضغط الدم) - موكسيسلايت - فينوكسيبينزامين - فينتولامين (يستخدم في فرط ضغط الدم الخبيث؛ وهو مضاد ألفا غير اختياري) - برازوسين (يستخدم في ضغط الدم) - كيوتيابين - ريسيبيريدون - سيلودوسين - تامسولوسين (يستخدم في تضخم البروستاتا الحميد) - تيرازوسين - تيامينيدين - تولازولين - ترازودون - تريمازوسين |

## وصلات خارجية
"Adrenoceptors". IUPHAR Database of Receptors and Ion Channels. International Union of Basic and Clinical Pharmacology. مؤرشف من الأصل في 2016-10-21.